# Pseudorhaphitoma fortistriata
Pseudorhaphitoma fortistriata é uma espécie de gastrópode do gênero Pseudorhaphitoma, pertencente a família Mangeliidae.